# Lauri Asikainen
Lauri Asikainen (28 mei 1989) is een Fins schansspringer en voormalig noordse combinatieskiër. Hij springt onder meer in het Vierschansentoernooi en de wereldbeker.

## Carrière
In het begin van zijn carrière was Asikainen een noordse combinatieskiër. Hij sprong in de B-groep, maar wist nauwelijks noemenswaardige resultaten te bereiken. Bij het wereldkampioenschap voor junioren in Italië (2007) sprong hij ook mee in de landenwedstrijd van het skispringen waarmee hij de bronzen medaille behaalde in de teamwedstrijd. Pas in 2010 ging hij zich volledig met skispringen bezighouden.
Op 25 november 2012 maakte Asikainen zijn debuut in de wereldbeker met een 39e plaats in de wedstrijd in Lillehammer. Hij stond nog nooit op het podium van een wereldbekerwedstrijd.
Asikainen deed in 2015 mee aan het Vierschansentoernooi, waar hij in Oberstdorf elfde werd, in Garmisch-Partenkirchen achtendertigste, in Innsbruck dertigste en in Bischofshofen veertigste. Zijn afzonderlijke resultaten leverden op de totale ranglijst een dertigste positie op.
Het seizoen 2016 was de laatste keer dat Asikainen een eindklassering voor de wereldbeker wist neer te zetten. In 2016/2017 kwam hij geen enkele keer in de finaleronde tijdens een wereldbeker. In 2017 nam hij niet deel aan de FIS Summer Grand Prix.

## Resultaten

### Wereldkampioenschappen schansspringen
| Jaar | Plaats        | Resultaten                                  |
| ---- | ------------- | ------------------------------------------- |
| 2013 | Val di Fiemme | 11e teamwedstrijd HS134 48e HS100 48e HS134 |
| 2015 | Falun         | 9e teamwedstrijd HS134 39e HS100 39e HS134  |

### Wereldkampioenschappen skivliegen
| Jaar | Plaats          | Resultaten                       |
| ---- | --------------- | -------------------------------- |
| 2014 | Harrachov       | 17e HS205                        |
| 2016 | Bad Mitterndorf | 38e HS225 7e teamwedstrijd HS225 |

### Wereldkampioenschappen junioren
| Jaar | Plaats   | Resultaten          |
| ---- | -------- | ------------------- |
| 2007 | Tarvisio | teamwedstrijd HS100 |

### Wereldbeker
Eindklasseringen
| Seizoen   | Algm | SV  | 4S  |
| --------- | ---- | --- | --- |
| 2012/2013 | 46e  | -   | 33e |
| 2013/2014 | 53e  | -   | -   |
| 2014/2015 | 30e  | 51e | 30e |
| 2015/2016 | 48e  | -   | -   |

### Grand-Prix
Eindklasseringen
| Jaar | Plaats |
| ---- | ------ |
| 2013 | 67e    |
| 2014 | 31e    |
| 2015 | 37e    |